# John Bright (bibliste)
Pour les articles homonymes, voir John Bright et Bright.
John Bright (né le 25 septembre 1908 à Chattanooga (Tennessee) mort le 26 mars 1995 à Richmond (Virginie)) est un bibliste américain, auteur de plusieurs livres dont A history of Israel / Une histoire d'Israël (1959), actuellement dans sa quatrième édition (2000). Il était étroitement associé à l'école américaine de l'exégèse biblique lancée par William Albright, figure éminente de l'archéologie biblique, qui cherchait à prouver l'historicité des événements relatés dans les  Écritures, en particulier les premiers livres de l'Ancien Testament.

## Biographie

### Jeunesse et formation
John Bright est le fils de John Bright Sr., caissier à la Railway Express Agency, et d'Elizabeth Nall Bright. Il a été élevé dans la foi de l’Église presbytérienne des États-Unis. Après ses études secondaires à la McCallie School (en) de Chattanooga, il est admis en 1924 au Presbyterian College (en) de Clinton (Caroline du Sud), où il a obtenu son Bachelor of Arts (licence) en 1928. Puis il entreprend des études de théologie à l'Union Presbyterian Seminary de Richmond (Virginie) où il obtient successivement une licence de théologie en 1931, suivie d'un mastère 2 en 1933. Son mémoire de mastère était intitulé Une étude psychologique des principaux prophètes.

### Carrière
En hiver 1931–32, Bright a participé à une campagne archéologique à Tell Beit Mirsim, où il a rencontré William Foxwell Albright de l'Université Johns Hopkins, qui est devenu son mentor. Il a également participé à une fouille à Béthel en 1935. À l'automne de cette même année, il a étudié sous les directives d'Albright à l'Université Johns Hopkins mais a abandonné ne pouvant payer ses études et a pris un poste de pasteur adjoint de la Première Église presbytérienne à Durham (Caroline du Nord), poste qu'il n'a pas gardé longtemps. Il a pu reprendre ses études à Johns Hopkins pendant qu'il était le pasteur de l'Église presbytérienne de Catonsville dans la périphérie de Baltimore et a terminé son Ph.D (doctorat) en 1940. Sa thèse était intitulée The age of King David : a study in the institutional history of Israel / L'ére du roi David : une étude dans l'Histoire institutionnelle d'Israël. Il est ensuite retourné à l'université de théologie de l'Union où il a été nommé à la chaire Cyrus McCormick, comme professeur d'herméneutique hébraïque et d'exégèse de l'Ancien Testament, poste qu'il a occupé jusqu'à sa retraite en 1975.
Le livre de Bright, A history of Israël, pour lequel il est le plus connu a été publié en 1959, et réédité  en 1972 et 1981. La deuxième édition (1972) a inclus de nouvelles informations sur la stèle Adad-nerari III de Tell Rimah, publiée en 1968 et l'ostracon hébreu trouvé à Mesad Hashavyahu, publié en 1962. Sa troisième édition (1981) comprenait une révision approfondie des quatre premiers chapitres. Tout en incluant de nouvelles données, Bright a maintenu sa conviction théologique que « le cœur de la foi d'Israël réside dans sa relation d'alliance avec YHWH. » 
Dans une annexe à la quatrième édition (2000) de l'ouvrage de Bright, William P. Brown a décrit certains des changements intervenus dans le domaine de la recherche historique depuis la troisième édition. Il indique dans ses notes : « L'utilisation de la bourse d'études de John Bright visait à diffuser auprès de l’Église et du grand public les fruits de la recherche biblique. »

### Vie privée
Le 28 juillet 1938 à Atlanta, John Bright épouse Carrie Lena McMullen, directrice de la catéchèse presbytérienne sur Atlanta ; le couple donnera naissance à deux enfants,.
John Bright meurt le 26 mars 1995 à Richmond. Il est inhumé au cimetière de l'Union Theological Seminary à Hampden Sydney.

## Œuvres
- (en-US) A history of Israel, J. Knox Press, 1935, rééd. 2000, 533 p. (ISBN 978-0-664-22068-6, lire en ligne),
- (en-US) The age of King David : a study in the institutional history of Israel, Johns Hopkins University Press, 1940, 23 p. (OCLC 977461535),
- (en-US) The Kingdom of God : The Biblical Concept and Its Meaning for the Church, Abingdon Press, 1953, rééd. 1986, 288 p. (ISBN 978-0-687-20908-8, présentation en ligne),
- (en-US) Early Israel in recent history writing : a study in method, Westminster John Knox Press, 1956, rééd. 1960, 128 p. (OCLC 718038397),
- (en-US) Jeremiah : a new translation with introduction and commentary, Doubleday & Co, 1965, rééd. 1986, 372 p. (ISBN 978-0-385-00823-5),
- (en-US) The authority of the Old Testamemt, Baker Book House Press, 1967, 272 p. (ISBN 978-0-8010-0637-1),
- (en-US) Covenant and promise : the prophetic understanding of the future in pre-exilic Israel, Philadelphie, Westminster Press, 1976, 205 p. (OCLC 1149543013, lire en ligne),

## Voir également
- Archéologie biblique